# Mehrstetten
Mehrstetten este o comună din landul Baden-Württemberg, Germania.